# Geisspitze
Geisspitze är en bergstopp i Österrike.   Den ligger i distriktet Bludenz och förbundslandet Vorarlberg, i den västra delen av landet, 500 km väster om huvudstaden Wien. Toppen på Geisspitze är 2 334 meter över havet, eller 159 meter över den omgivande terrängen. Bredden vid basen är 1,9 km.
Terrängen runt Geisspitze är huvudsakligen bergig, men den allra närmaste omgivningen är kuperad. Närmaste större samhälle är Bludenz, 12,2 km norr om Geisspitze. 
Trakten runt Geisspitze består i huvudsak av gräsmarker. Runt Geisspitze är det glesbefolkat, med 14 invånare per kvadratkilometer.